# Macrozamia
Macrozamia là một chi thực vật thuộc họ Zamiaceae., tất cả đều là đặc hữu của Úc Nhiều bộ phận của cây đã được sử dụng làm thực phẩm và nguyên liệu, hầu hết đều độc hại nếu không được xử lý.

## Hình ảnh

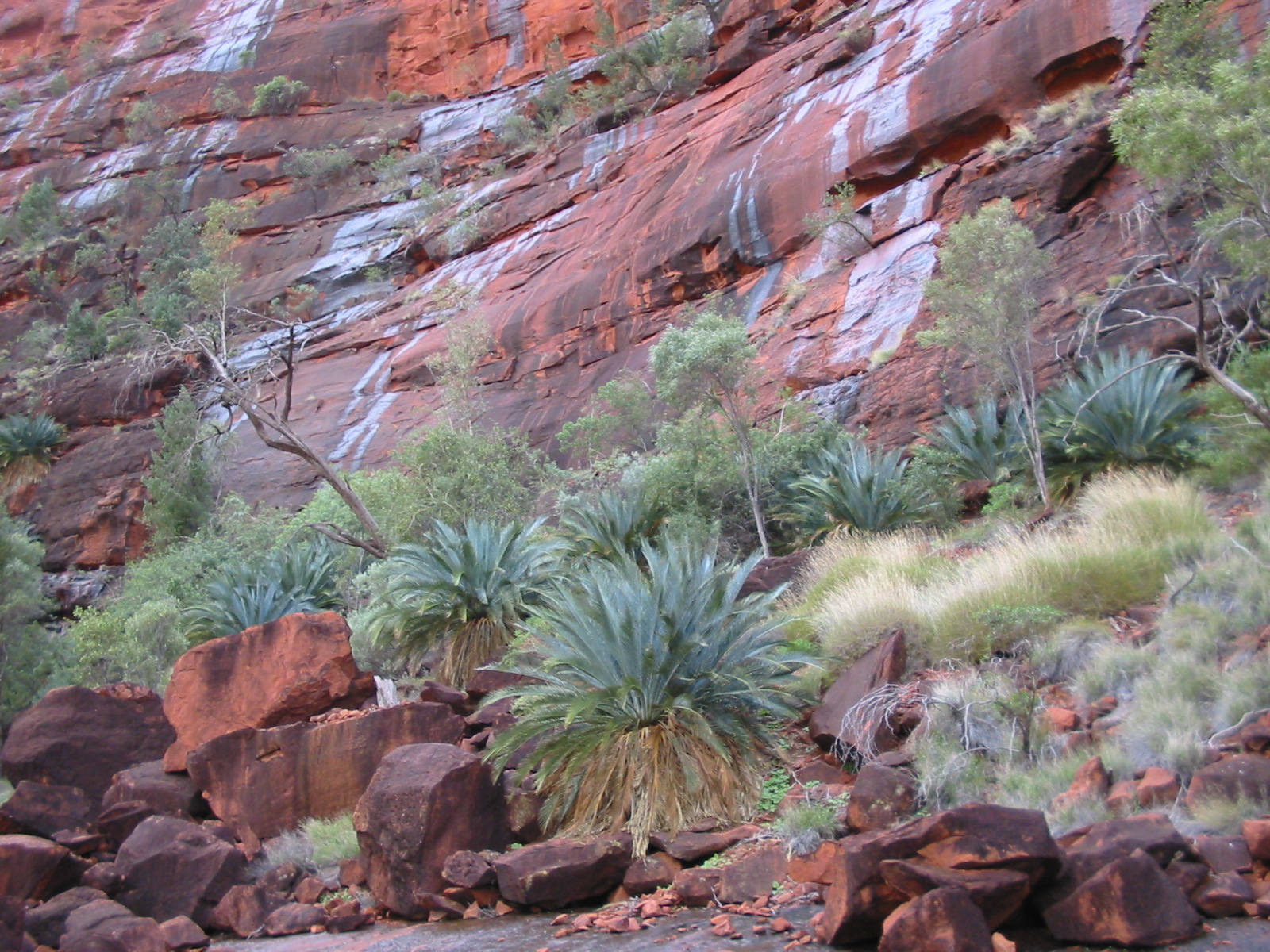
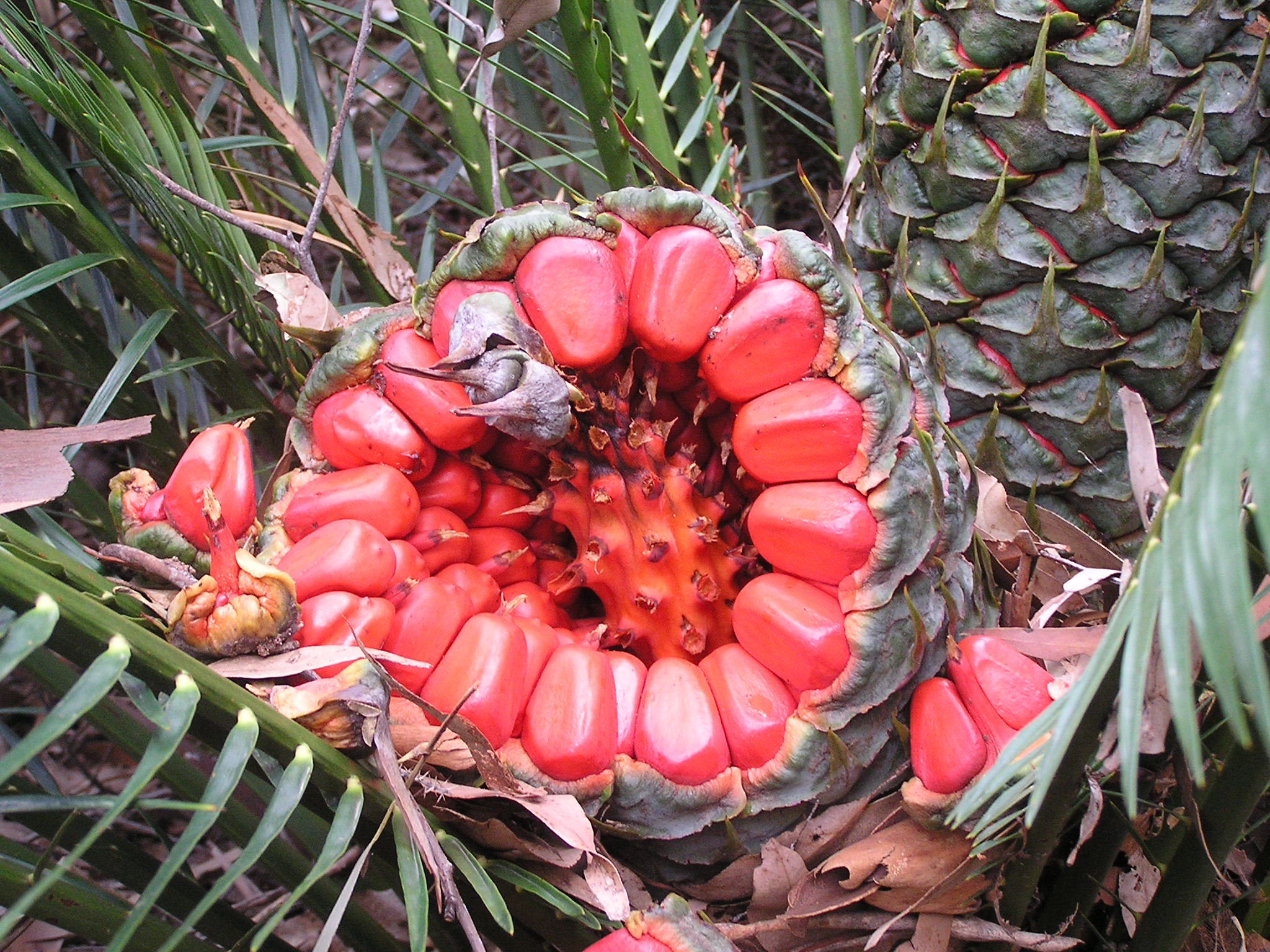
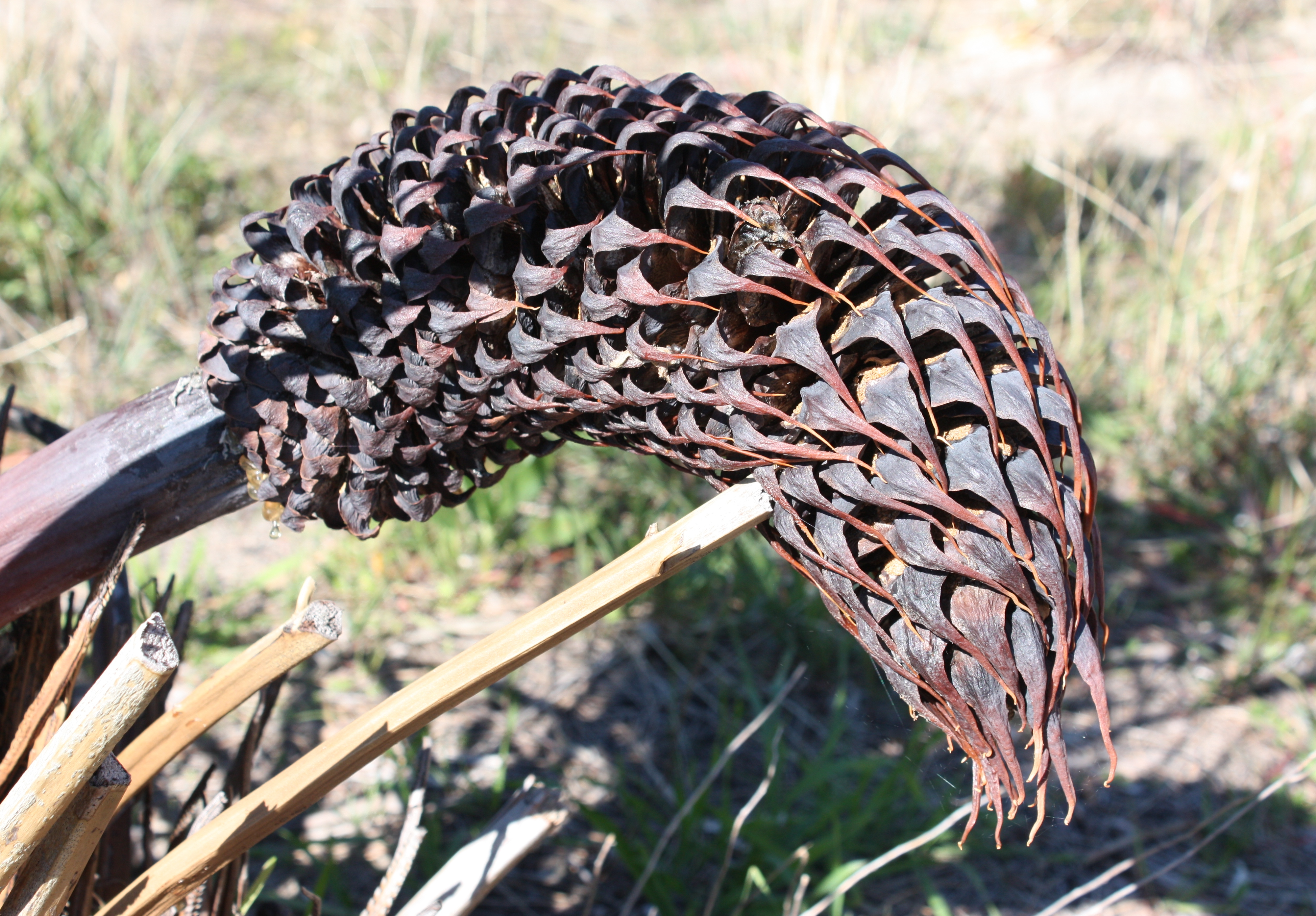
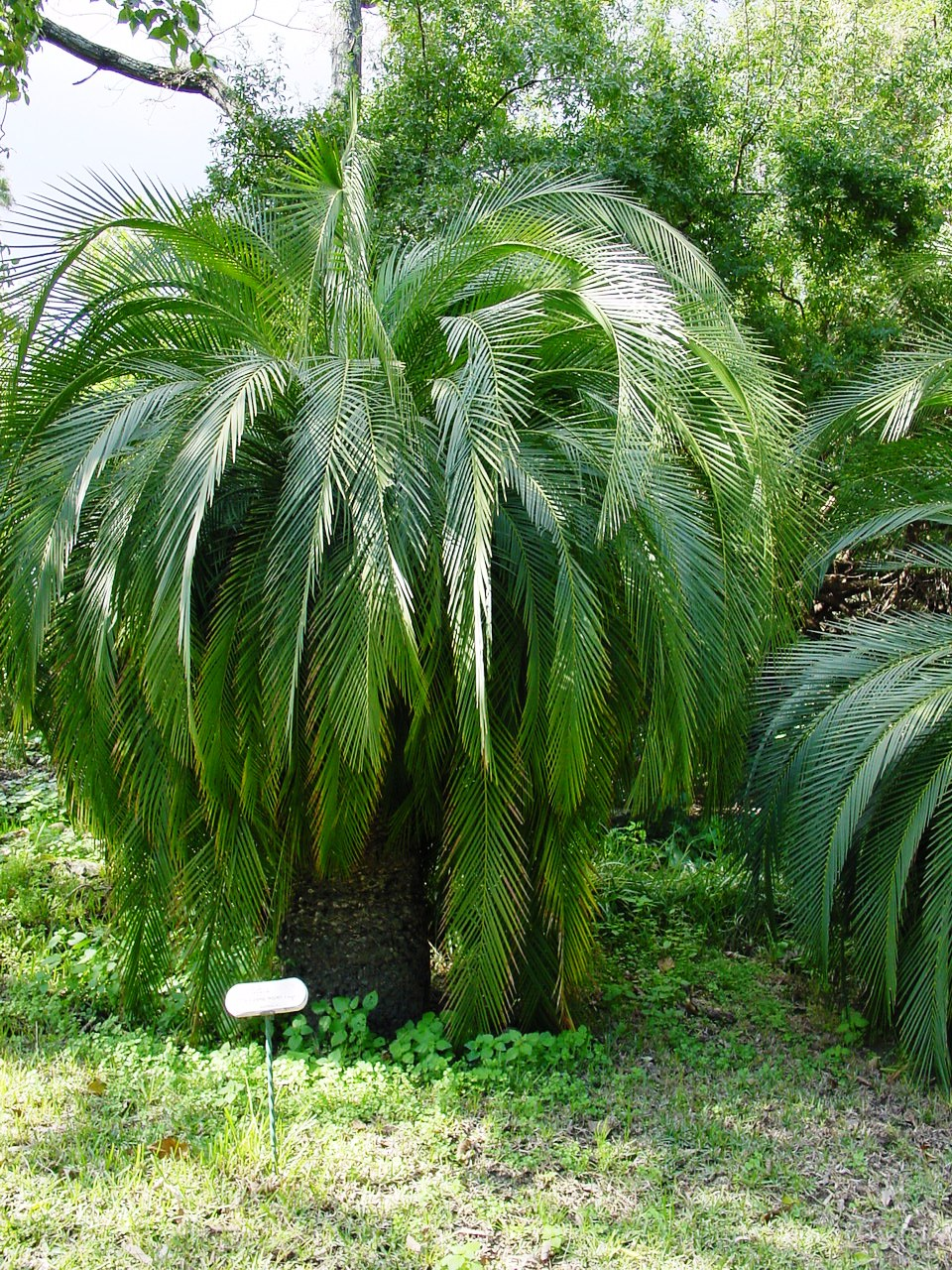
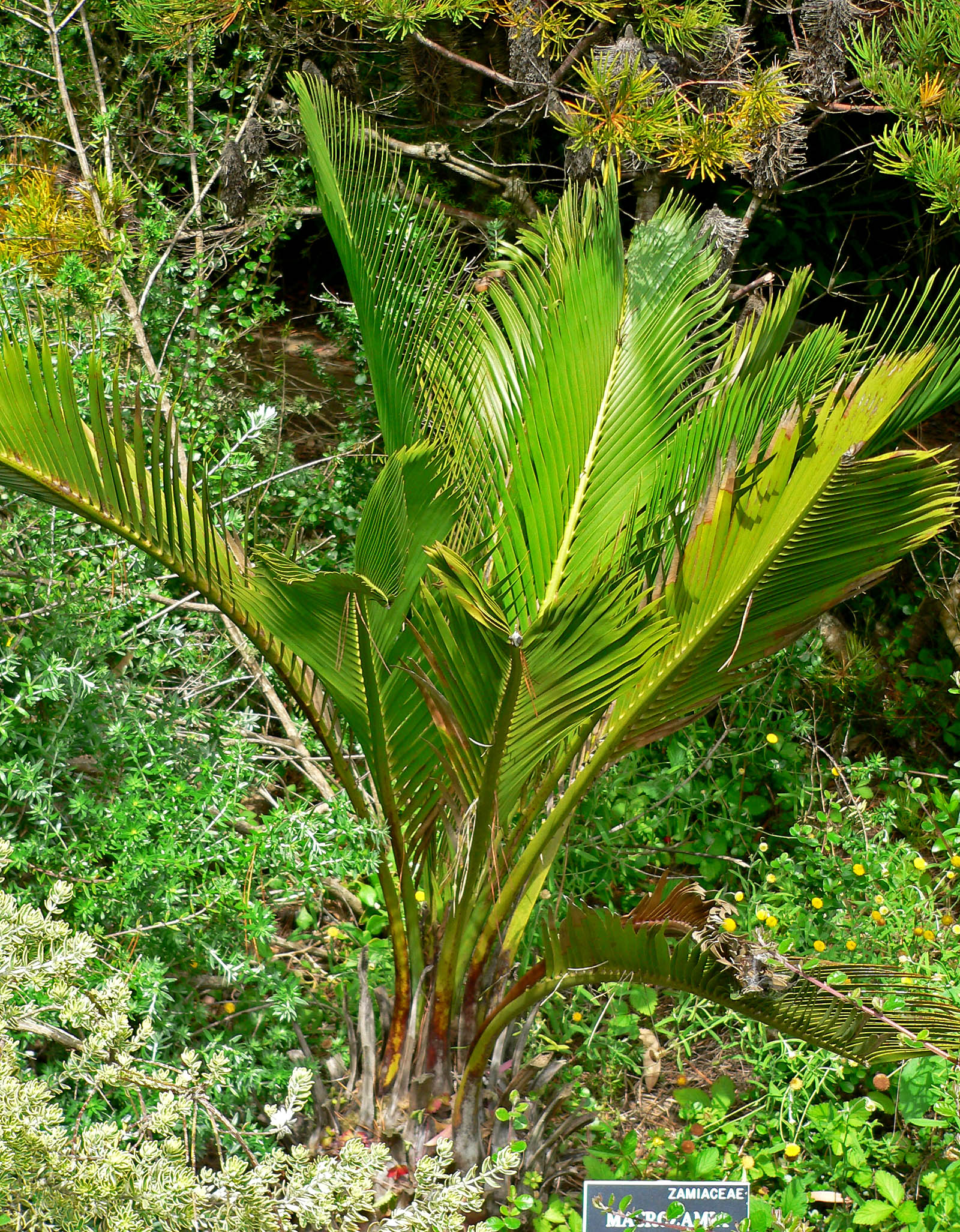

## Các loài
Chi này có các loài sau:
- Macrozamia cardiacensis
- Macrozamia communis
- Macrozamia concinna
- Macrozamia conferta
- Macrozamia cranei
- Macrozamia crassifolia
- Macrozamia diplomera
- Macrozamia douglasii
- Macrozamia dyeri
- Macrozamia elegans
- Macrozamia fawcettii
- Macrozamia fearnsidei
- Macrozamia flexuosa
- Macrozamia fraseri
- Macrozamia glaucophylla
- Macrozamia heteromera
- Macrozamia humilis
- Macrozamia johnsonii
- Macrozamia lomandroides
- Macrozamia longispina
- Macrozamia lucida
- Macrozamia macdonnellii
- Macrozamia macleayi
- Macrozamia miquelii
- Macrozamia montana
- Macrozamia moorei
- Macrozamia mountperriensis
- Macrozamia occidua
- Macrozamia parcifolia
- Macrozamia pauli-guilielmi
- Macrozamia platyrhachis
- Macrozamia plurinervia
- Macrozamia polymorpha
- Macrozamia reducta
- Macrozamia riedlei
- Macrozamia secunda
- Macrozamia serpentina
- Macrozamia spiralis
- Macrozamia stenomera
- Macrozamia viridis

## Ang mga gi basihan niini
1. 1 2 3  Roskov, Y.; Kunze, T.; Orrell, T.; Abucay, L.; Paglinawan, L.; Culham, A.; Bailly, N.; Kirk, P.; Bourgoin, T.; Baillargeon, G.; Decock, W.; De Wever, A.; Didžiulis, V. (2014). "Species 2000 & ITIS Catalogue of Life: 2014 Annual Checklist". Species 2000: Reading, UK. Truy cập ngày 26 tháng 5 năm 2014.